# Stictochironomus tadizkistanicus
Stictochironomus tadizkistanicus är en tvåvingeart som beskrevs av Akhrorov 1968. Stictochironomus tadizkistanicus ingår i släktet Stictochironomus och familjen fjädermyggor. Inga underarter finns listade i Catalogue of Life.